# Le bonheur de vivre
Le bonheur de vivre é uma pintura a óleo sobre tela, com as dimensões de 238,1 x 174 cm, de autoria de Henri Matisse.
Elaborada entre 1905 e 1906, foi exposta pela primeira vez no Salão dos Independentes (Paris, março de 1906). 
Encontra-se exposta na Fundação Barnes, em Merion, estado de Filadélfia, nos Estados Unidos da América. 
Devido à sua longa permanência no acervo da Fundação Barnes, que nunca permitiu a sua reprodução a cores, é a menos conhecida das obras de arte modernas.
Considerada como o verdadeiro marco de início da obra do pintor, marcou também um dos maiores eventos da história da arte do século XX: o primeiro encontro de Matisse com Pablo Picasso, e o início de uma "rivalidade cortês", nome com que o historiador Yve-Alan Bois apelidou a relação entre os dois modernistas. Picasso tinha então 25 anos e Matisse quase 37. Desde então desenvolveram uma amizade que cada um completava à sua maneira. 
A obra foi uma resposta do próprio Matisse à hostilidade com que o seu trabalho havia se faceado “Salon d'Automne” (Paris, 1905), e alicerçou ainda mais profundamente a sua arte nos princípios estéticos que tinham norteado as pinturas fauvistas. Ela reflecte a influência de Paul Gauguin para as cores, mas também a de Jean-Auguste Dominique Ingres para a composição (de inspirações classicistas). A técnica é um pouco pontilhista e o trabalho foi criticado, entre outros, por Paul Signac, que o chamou de "uma pintura com cores repugnantes e contornos muito grossos, com uma polegada de largura." Este quadro fez com que a "boa sociedade" rebentasse de rir, tanto que há hoje acordo em considerá-lo como uma das fontes da arte do século XX, da mesma forma que "Les demoiselles d'Avignon" de Picasso. Embora seja tão importante e marque definitivamente o início de uma nova era na pintura europeia, é muitas vezes esquecido ou simplesmente ignorado. 
Nesta pintura Matisse consegue harmonizar e simplificar a forma e fundir o homem e a natureza em uma espécie de retorno ao primitivo. Na composição há vários corpos nus masculinos e femininos, distorcidos como manchas e sem respeitar as cores naturais. A paisagem também tem cores não naturais, tais como a árvore cor-de-rosa que é a mesma cor usada para a pele das pessoas, como que para enfatizar a união entre o homem e a natureza. Ao centro, no fundo da cena encontra-se um grupo de figuras que é semelhante ao grupo representado na sua pintura "A dança".